# Paco Vidarte
Francisco Javier Vidarte Fernández, conocido como Paco Vidarte, (1 de marzo de 1970, Sevilla - 29 de enero de 2008, Madrid) fue un filósofo, escritor y activista español por los derechos LGTBQ.

## Trayectoria
Paco Vidarte fue licenciado en Filosofía (Premio Extraordinario de Licenciatura) por la Universidad Pontificia Comillas (UPC, Madrid), Máster en Teoría Psicoanalítica por la Universidad Complutense de Madrid, y doctor de Filosofía (Premio Extraordinario de Doctorado) por la Universidad Nacional de Educación a Distancia (UNED) el 27 de noviembre de 1998 con un trabajo sobre Jacques Derrida.
Desde 2002, Vidarte era Profesor Titular del Departamento de Filosofía de la Facultad de Filosofía de la UNED. Impartió cursos y seminarios sobre teoría queer, Derrida y pensamiento francés contemporáneo. Escribió y tradujo más de 20 libros y artículos sobre estos temas. Participó en ponencias, congresos y seminarios filosóficos internacionales.

### Campos de investigación
Vidarte escribió numerosas publicaciones sobre la obra de Jacques Derrida. Asimismo, militó activamente en grupos LGTB+ como la Radical Gai, y fue una de las figuras pioneras en el campo de la teoría queer en España.En este ámbito, publicó con Ricardo Llamas los volúmenes Homografías (1999) y Extravíos (2001), y coeditó con David Córdoba y Javier Sáez Teoría queer (2005).
Después de las reformas legislativas del Gobierno socialista en España, centró sus esfuerzos en transmitir la idea de que la lucha del movimiento LGTBQ no acababa con la legalización del matrimonio igualitario. En Ética marica (2007), su último libro publicado en vida, desarrolla una fuerte crítica a las políticas asimilacionistas de parte del movimiento LGTB en España, defendiendo en su lugar una ética diferencialista y radicalmente inclusiva.
Murió en Madrid el 29 de enero de 2008 de un linfoma (cáncer del sistema linfático). 

Si algo así como una Ética LGTBQ es pensable y deseable, ha de partir del hecho de que la lucha contra la homofobia no puede darse aisladamente haciendo abstracción del resto de injusticias sociales y de discriminaciones, sino que la lucha contra la homofobia sólo es posible y realmente eficaz dentro de una constelación de luchas conjuntas solidarias en contra de cualquier forma de opresión, marginación, persecución y discriminación. Repito. No por caridad. No porque se nos exija ser más buena gente que nadie. No porque tengamos que ser Supermaricas. Sino porque la homofobia, como forma sistémica de opresión, forma un entramado muy tupido con el resto de formas de opresión, está imbricado con ellas, articulado con ellas de tal modo que, si tiras de un extremo, el nudo se aprieta por el otro, y si aflojas un cabo, tensas otro. Si una mujer es maltratada, ello repercute en la homofobia de la sociedad. Si una marica es apedreada, ello repercute en el racismo de la sociedad. Si un obrero es explotado por su patrón, ello repercute en la misoginia de la sociedad. Si un negro es agredido por unos nazis, ello repercute en la transfobia de la sociedad. Si un niño es bautizado, ello repercute en la lesbofobia de la sociedad”.
Vidarte, de: Ética Marica, Egales, Madrid 2007, p. 169

## Publicaciones

### Libros
- Jacques Derrida. En colaboracíón con Cristina de Peretti. Ed. del Orto, Madrid (1998).
- Homografías. En colaboración con Ricardo Llamas. Espasa-Calpe, Madrid (1999).
- Marginales. Leyendo a Derrida (ed.). Aula Abierta, UNED, Madrid (2000).
- Extravíos. En colaboración con Ricardo Llamas. Espasa-Calpe, Madrid (2001).
- Derritages. Une thèse en déconstruction. L’Harmattan, Paris (2001).
- Guerra y filosofía. La concepción de la guerra en el pensamiento filosófico. En colaboración con José García Caneiro. Tirant lo Blanc, Valencia 2002.
- Filosofías del siglo XX. En colaboración con F. Rampérez. Síntesis, Madrid (2005).
- Teoría queer. Con David Córdoba y Javier Sáez (eds.). Egales, Madrid (2005).
- ¿Qué es leer? La invención del texto en filosofía. Tirant lo Blanc, Valencia (2006).
- Ética Marica. Proclamas libertarias para una militancia LGTBQ. Egales, Madrid (2007). Traducido al portugués como Ética bixa. Proclamaçoes libertárias para uma militância LGTBQ. N-1 Ediçoes, São Paulo (2019).
- Por una política a caraperro. Placeres textuales para las disidencias sexuales. Traficantes de Sueños, Madrid (2021). Edición póstuma a cargo de Javier Sáez del Álamo y Fefa Vila.
- Textos filosóficos (1996-2008). Edición póstuma. Edición digital y gratuita, a cargo de Javier Sáez del Álamo. (2022). ISBN: 978-84-09-43759-7. Descarga en: https://www.hartza.com/paco-vidarte

### Otras publicaciones
- Derriladacan: contigüedades sintomáticas. Sobre el "objeto pequeño j@cques". En Cristina de Peretti, Emilio Velasco (eds.), Conjunciones. Derrida y compañía. Madrid, Ed. Dykinson (2007).
- Disgayland: fantasies animades d'ahir i avui. En Josep Mª Armengol (ed.), Masculinitats per al segle XXI. Barcelona, CEDIC (2007).
- El pensamiento heterosexual y otros ensayos, de Monique Wittig. Egales, 2005. Traducción al español con Javier Sáez del Álamo. Reeditado por Ed. Paidós en 2024.